# 151
151 (CLI) var ett normalår som började en torsdag i den julianska kalendern.

## Händelser

### Okänt datum
- Mytilene och Smyrna förstörs i en jordbävning.
- Detta är det första året i den östkinesiska Handynastins Yuanjia-era.

## Födda
- Annia Galeria Aurelia Faustina, dotter till Marcus Aurelius
- Zhong Yao, kinesisk tjänsteman och kalligraf

## Avlidna
- Kanishka, indisk härskare över Kushriket
- Novatus, kristet helgon